# Площадь Героев ВОВ (Луганск)
Площадь Героев ВОВ (укр. Площа Героїв ВВВ) — центральная площадь Луганска с 1950-х годов.
Площадь расположена в Ленинском районе города.
Площадь Героев ВОВ — место проведения городских и культурно-массовых мероприятий, а также отдыха горожан и гостей города.

## История

### Основание
В начале XX века место, на котором была создана нынешняя центральная площадь Луганска, находилась на окраине города.
Лишь в 1926— 1929 годах на ней началось вестись точечное организованное строительство.
Тогда на этом районе возникли 2-3-этажные вкрапления городка областной детской больницы.
В 1938 году постановлением СНК УССР был утверждён разработанный Гипроградом «Генеральный проект реконструкции» (генплан) Ворошиловграда на ближайшие 15-20 лет.
Он предусматривал создание нового центра города, в рамках которого на месте прежней Ярмарочной площади (укр. Ярмарковий майдан) должна была образоваться площадь.
Реализацию планов нарушила Великая Отечественная война и вернулись к ним только после её окончания.
Лишь в 1948 году специальным решением Совмина СССР Ворошиловграду были выделены средства для развития, из них на строительство жилья отводилось более 19 млн рублей.
Идейными вдохновителями переноса центра города из подтопляемых районов выступил Ворошиловградский обком КП Украины, во главе с его руководителями — А. И. Гаевым (1940—1941 и 1943—1951 годы), В. К. Клименко, (1951—1961 годы), В. В. Шевченко (1961—1973 годы).
Организация площади не была связана с масштабным сносом, так как её территорию занимали ветхие складские постройки.
По словам главного архитектора Ворошиловграда А. С. Шеремета, это полностью соответствовало «большим перспективам» города на текущий 1954 год.
В соответствии с проектом застройка центра велась в доминирующем на тот момент парадном монументальном стиле сталинского ампира.
Однако необходимость экономии средств и «борьба с архитектурными излишествами» сказалась на строительстве.
Так здание прежнего обкома Коммунистической партии Украины с колоннадой в неоклассическом стиле, дома со шпилями на юге и дома № 2 и № 6 на севере контрастируют с безликими жилыми домами № 1 и № 5, которые появились позднее.
Более того, экономия привела к тому, что фасад дома № 10 обвалился ещё до окончания строительства.
Первоначально площадь называлась Центральной.
Через некоторое время была переименована в площадь Советов (укр. Площа Рад), затем в Советскую (укр. Радянська площа).

### Развитие и благоустройство

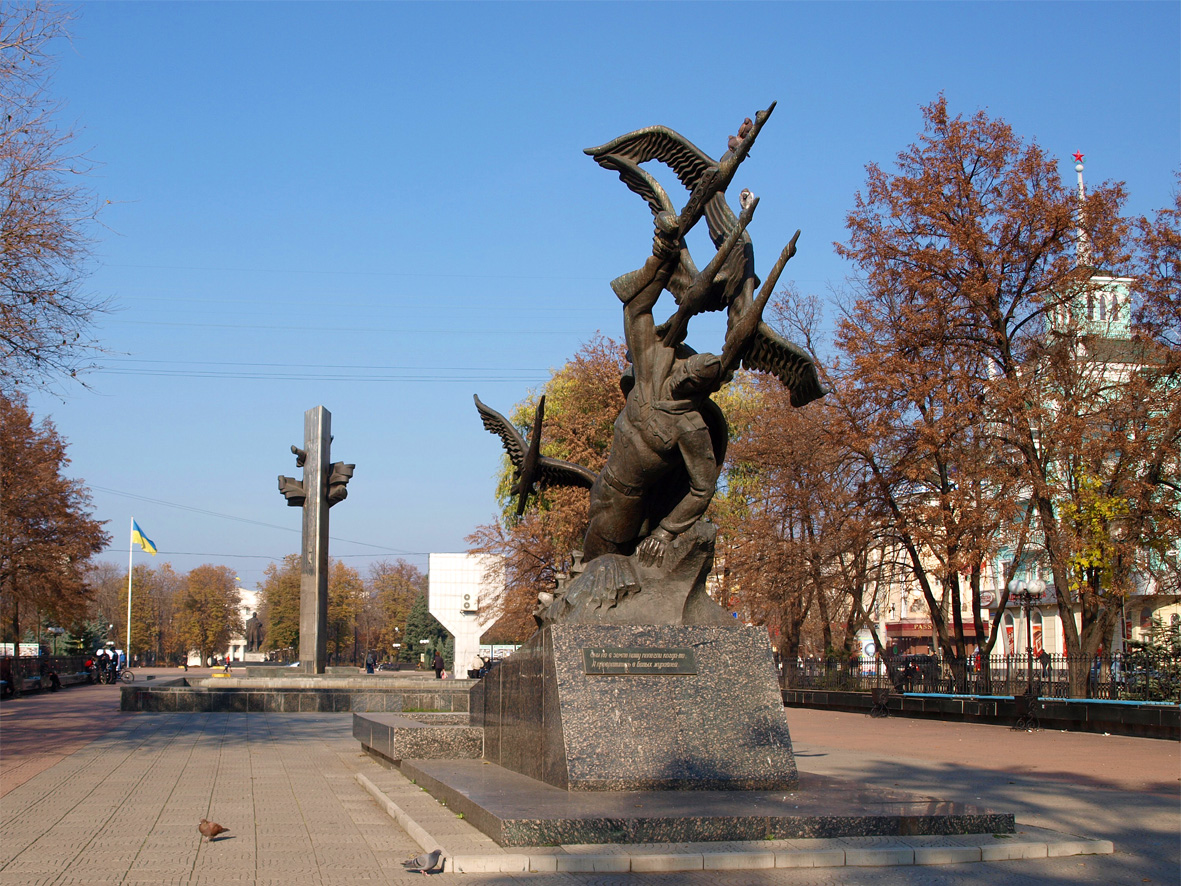
памятник «Журавли»

В 1956 году на площади было открыто новое здание городской администрации под условным названием «Дом Советов» (в просторечии — «Белый Дом»).
В 1957 году в центральной части площади был разбит Сквер имени Героев Великой Отечественной войны.
В 1965 году, когда на площади был открыт «Обелиск Славы», и она обрела нынешнее незвание — Площадь Героев Великой Отечественной войны.
В 1970 году на северной части площади был открыт Луганский областной русский драматический театр.
В 1998 году в сквере на площади был установлен памятник Тарасу Шевченко.
В 2000 году на площади был установлен памятник «Журавли».

## Описание
Площадь Героев Великой Отечественной войны композиционно состоит из трёх условных частей, которые разделены Советской улицей и бывшим домом обкома Коммунистической партии Украины:
- Южная часть образована на перекрёстке улиц Советской и Челюскинцев. В 1965 году тут был открыт Обелиск Слав, а в 2000 году — памятник «Журавли». Между домами со шпилем работает фонтан.
- Средняя часть — Сквер имени Героев Великой Отечественной войны разбит в 1957 году. В 1998 году на нём был установлен памятник Тарасу Шевченку.
- Северная часть находится между бывшим домом обкома КПУ и драматическим театром и носит неофициальное имя Театральная площадь. Визуально она входит в единый архитектурный ансамбль с улицей Коцюбинского.

## Памятники и памятные места
На площади Героев Великой Отечественной войны установлены следующие памятники:
- «Обелиск Славы» — Памятник Героям Великой Отечественной войны (1965 год; авторы: скульпторы Кизиев П. И., Редькин А. А., Самусь А. Ф., архитектор Г.Головченко)[2][4].
- Памятник Ленину В. И. (1967 год; авторы: скульпторы Манизер М. Г. и Манизер О. М., архитектор Рожин И. В.)[5].
- «Журавли» — Могила Неизвестного солдата и памятник Героям Советского Союза город Луганск (1965 год[уточнить]; авторы: скульпторы Чумак Е. Ф. и Редькин А. А., архитекторы Долгополов А. Я. и Головченко Г. Г.)[2][6].
- Памятник Тарасу Шевченко (22 мая 1998 года; авторы: скульптор Чумак И., архитекторы Довгополов А. Я., Житомирский В. М.)[7].
- Бюст Владимира Шевченко.

Часть площади занимает парк-памятник садово-паркового искусства местного значения Сквер имени Героев Великой Отечественной войны.
На пятиэтажном доме № 10, в котором жил народный артист УССР Пётр Исидорович Ветров, 26 октября 1983 года установлена бронзовая мемориальная доска с текстом: «В этом доме жил народный артист УССР Петр Исидорович Ветров (1911—1980)» (авторы: скульптор Щербаков Н. Н., архитектор Житомирский В. М.).

## События связанные с площадью Героев Великой Отечественной войны
В силу статуса центральной площади Луганска практически все официальные события в городе тем или иным образом с ней связаны.

### Официальные мероприятия
С момента, когда площадь становится центром Луганска она наделяется официальными функциями.
В советские времена на государственные праздники — Первое мая и День Победы, в День Великой Октябрьской социалистической революции на ней устанавливались трибуны, с которых партийные и советские деятели приветствовали демонстрантова, которые шли по Советской улице.
На торжества по поводу Нового года на площади устанавливается главная городская новогодняя ёлка.
Первоначально она размещалась на южной стороне Советской улицы, а после 1965 года — в сквере.
Во времена независимости ёлка переместилась на северную оконечность — так называемую Театральную площадь.

## Комментарии
1. ↑  Постановления от 4 ноября 1955 года «Об устранении излишеств в проектировании и строительстве».